# Comte AC-3
El Comte AC-3 fue un bombardero/transporte suizo de los años 20 del siglo xx, producido por la Flugzeugbau A. Comte.

## Diseño y desarrollo
En noviembre de 1928, como respuesta a las crecientes tensiones y enfrentamientos entre tropas en la región fronteriza del Gran Chaco, entre Bolivia y Paraguay, Bolivia encargó a Alfred Comte, propietario de una pequeña constructora de aviones suiza, tres bombarderos/transportes de gran radio de acción, usando fondos recolectados por suscripción popular.
El AC-3 era un monoplano de ala alta semicantilever de construcción mixta. Estaba recubierto de tela con una unidad de cola convencional. Disponía de tres cabinas abiertas, una en el morro para un artillero o un observador, otra delante del ala para el piloto, y otra en la parte superior trasera del fuselaje para un artillero trasero. Una poco convencional disposición motora tenía dos motores lineales Hispano-Suiza de 447 kW (600 hp) en tándem, apoyados en ocho soportes sobre el fuselaje. La instalación debía ser lo suficientemente alta como para permitir espacio para las dos hélices (una propulsora, otra tractora) sobre el fuselaje. Una escotilla en el lado de babor permitía que se llevara carga o tropas en la cabina principal.
El nuevo avión era demasiado grande para ser construido en la factoría de Comte (el AC-3 era el mayor avión desarrollado y construido en Suiza hasta la fecha), lo que obligó a Comte a construir un nuevo hangar sólo para el mismo. Realizó su primer vuelo desde el aeródromo de Dübendorf el 22 de febrero de 1930. El avión no logró alcanzar su prevista velocidad máxima, y por ello fue reequipado con hélices de cuatro palas en lugar de las originales bipala. Una caída del precio del estaño provocó serios problemas financieros a Bolivia, y la junta militar gobernante canceló el pedido de los tres bombarderos Comte, de los que solo se construyó el primer ejemplar, que fue desguazado en 1935.

## Operadores
Bolivia
- Cuerpo de Aviadores Militares Bolivianos: 3 aviones pedidos, pero el contrato se anuló antes de recibirlos.

## Especificaciones

### Características generales
- Tripulación: Tres (piloto, artillero/observador y artillero trasero)
- Longitud: 18 m (59,1 ft)
- Envergadura: 26 m (85,3 ft)
- Altura: 6 m (19,7 ft)
- Superficie alar: 95 m² (1022,6 ft²)
- Peso vacío: 4000 kg (8816 lb)
- Peso cargado: 6500 kg (14 326 lb)
- Planta motriz: 2× motor lineal V-12 refrigerado por agua Hispano-Suiza 12Nb.
  - Potencia: 447 kW (616 HP; 608 CV) cada uno.
- Hélices: 1× bipala de paso fijo (luego de cuatro palas) por motor.

### Rendimiento
- Velocidad máxima operativa (Vno): 210 km/h (130 MPH; 113 kt)
- Alcance: 1500 km (810 nmi; 932 mi)
- Techo de vuelo: 5300 m (17 388 ft)

### Armamento
- Ametralladoras: 

  - 2 de 7,7 mm en posiciones de morro y dorsal
- Bombas: 

  - 720 kg

## Aeronaves relacionadas

### Secuencias de designación
- Secuencia AC-_ (interna de Comte): AC-1 - AC-3 - AC-4 - AC-8 - AC-11V →